# Hey, Soul Sister
Hey, Soul Sister is een single van de Amerikaanse alternatieverockband Train. Het nummer is afkomstig van hun vijfde studioalbum, Save Me, San Francisco (2009). De single kwam op 17 oktober 2009 binnen in de Amerikaanse Billboard Hot 100 waar het na 16 weken piekte op de 3e plaats.
In Nederland werd het nummer in week 7 tot 3FM Megahit uitgeroepen en is het per 5 maart 2010 de nummer 1 in de Nederlandse Top 40. Het was in die lijst nr.1 in de Top 100-jaarlijst van 2010 op basis van het behaalde aantal punten.
In de Single Top 100 bleef Hey, Soul Sister steken op nummer 3. In de Top 100-jaarlijst van 2010 op basis van verkoopcijfers stond het op nr.9. Zowel in de Verenigde Staten als in Nederland is deze single na Drops of Jupiter (Tell Me) (2001) hun tweede top 10-hit.
Het nummer is kenmerkend om zijn ukelele-intro.

## Videoclip
In de videoclip zijn de leden van Train te zien bij een appartement en zijn er woorden uit de songtekst in te zien.

## Hitnoteringen

### Nederlandse Top 40
| Hitnotering: 13-02-2010 t/m 31-07-2010 | Hitnotering: 13-02-2010 t/m 31-07-2010 | Hitnotering: 13-02-2010 t/m 31-07-2010 | Hitnotering: 13-02-2010 t/m 31-07-2010 | Hitnotering: 13-02-2010 t/m 31-07-2010 | Hitnotering: 13-02-2010 t/m 31-07-2010 | Hitnotering: 13-02-2010 t/m 31-07-2010 | Hitnotering: 13-02-2010 t/m 31-07-2010 | Hitnotering: 13-02-2010 t/m 31-07-2010 | Hitnotering: 13-02-2010 t/m 31-07-2010 | Hitnotering: 13-02-2010 t/m 31-07-2010 | Hitnotering: 13-02-2010 t/m 31-07-2010 | Hitnotering: 13-02-2010 t/m 31-07-2010 | Hitnotering: 13-02-2010 t/m 31-07-2010 | Hitnotering: 13-02-2010 t/m 31-07-2010 | Hitnotering: 13-02-2010 t/m 31-07-2010 | Hitnotering: 13-02-2010 t/m 31-07-2010 | Hitnotering: 13-02-2010 t/m 31-07-2010 | Hitnotering: 13-02-2010 t/m 31-07-2010 | Hitnotering: 13-02-2010 t/m 31-07-2010 | Hitnotering: 13-02-2010 t/m 31-07-2010 | Hitnotering: 13-02-2010 t/m 31-07-2010 | Hitnotering: 13-02-2010 t/m 31-07-2010 | Hitnotering: 13-02-2010 t/m 31-07-2010 | Hitnotering: 13-02-2010 t/m 31-07-2010 | Hitnotering: 13-02-2010 t/m 31-07-2010 | Hitnotering: 13-02-2010 t/m 31-07-2010 |
| Week:                                  | 1                                      | 2                                      | 3                                      | 4                                      | 5                                      | 6                                      | 7                                      | 8                                      | 9                                      | 10                                     | 11                                     | 12                                     | 13                                     | 14                                     | 15                                     | 16                                     | 17                                     | 18                                     | 19                                     | 20                                     | 21                                     | 22                                     | 23                                     | 24                                     | 25                                     |                                        |
| -------------------------------------- | -------------------------------------- | -------------------------------------- | -------------------------------------- | -------------------------------------- | -------------------------------------- | -------------------------------------- | -------------------------------------- | -------------------------------------- | -------------------------------------- | -------------------------------------- | -------------------------------------- | -------------------------------------- | -------------------------------------- | -------------------------------------- | -------------------------------------- | -------------------------------------- | -------------------------------------- | -------------------------------------- | -------------------------------------- | -------------------------------------- | -------------------------------------- | -------------------------------------- | -------------------------------------- | -------------------------------------- | -------------------------------------- | -------------------------------------- |
| Positie:                               | 33                                     | 14                                     | 8                                      | 1                                      | 1                                      | 1                                      | 1                                      | 1                                      | 1                                      | 1                                      | 2                                      | 2                                      | 3                                      | 5                                      | 5                                      | 6                                      | 6                                      | 8                                      | 8                                      | 10                                     | 10                                     | 14                                     | 20                                     | 30                                     | 33                                     | uit                                    |

### NederlandseSingle Top 100
| Hitnotering: 13-02-2010 t/m 11-09-2010 | Hitnotering: 13-02-2010 t/m 11-09-2010 | Hitnotering: 13-02-2010 t/m 11-09-2010 | Hitnotering: 13-02-2010 t/m 11-09-2010 | Hitnotering: 13-02-2010 t/m 11-09-2010 | Hitnotering: 13-02-2010 t/m 11-09-2010 | Hitnotering: 13-02-2010 t/m 11-09-2010 | Hitnotering: 13-02-2010 t/m 11-09-2010 | Hitnotering: 13-02-2010 t/m 11-09-2010 | Hitnotering: 13-02-2010 t/m 11-09-2010 | Hitnotering: 13-02-2010 t/m 11-09-2010 | Hitnotering: 13-02-2010 t/m 11-09-2010 | Hitnotering: 13-02-2010 t/m 11-09-2010 | Hitnotering: 13-02-2010 t/m 11-09-2010 | Hitnotering: 13-02-2010 t/m 11-09-2010 | Hitnotering: 13-02-2010 t/m 11-09-2010 | Hitnotering: 13-02-2010 t/m 11-09-2010 | Hitnotering: 13-02-2010 t/m 11-09-2010 | Hitnotering: 13-02-2010 t/m 11-09-2010 | Hitnotering: 13-02-2010 t/m 11-09-2010 | Hitnotering: 13-02-2010 t/m 11-09-2010 | Hitnotering: 13-02-2010 t/m 11-09-2010 | Hitnotering: 13-02-2010 t/m 11-09-2010 | Hitnotering: 13-02-2010 t/m 11-09-2010 | Hitnotering: 13-02-2010 t/m 11-09-2010 | Hitnotering: 13-02-2010 t/m 11-09-2010 | Hitnotering: 13-02-2010 t/m 11-09-2010 | Hitnotering: 13-02-2010 t/m 11-09-2010 | Hitnotering: 13-02-2010 t/m 11-09-2010 | Hitnotering: 13-02-2010 t/m 11-09-2010 | Hitnotering: 13-02-2010 t/m 11-09-2010 | Hitnotering: 13-02-2010 t/m 11-09-2010 | Hitnotering: 13-02-2010 t/m 11-09-2010 |
| Week:                                  | 1                                      | 2                                      | 3                                      | 4                                      | 5                                      | 6                                      | 7                                      | 8                                      | 9                                      | 10                                     | 11                                     | 12                                     | 13                                     | 14                                     | 15                                     | 16                                     | 17                                     | 18                                     | 19                                     | 20                                     | 21                                     | 22                                     | 23                                     | 24                                     | 25                                     | 26                                     | 27                                     | 28                                     | 29                                     | 30                                     | 31                                     |                                        |
| -------------------------------------- | -------------------------------------- | -------------------------------------- | -------------------------------------- | -------------------------------------- | -------------------------------------- | -------------------------------------- | -------------------------------------- | -------------------------------------- | -------------------------------------- | -------------------------------------- | -------------------------------------- | -------------------------------------- | -------------------------------------- | -------------------------------------- | -------------------------------------- | -------------------------------------- | -------------------------------------- | -------------------------------------- | -------------------------------------- | -------------------------------------- | -------------------------------------- | -------------------------------------- | -------------------------------------- | -------------------------------------- | -------------------------------------- | -------------------------------------- | -------------------------------------- | -------------------------------------- | -------------------------------------- | -------------------------------------- | -------------------------------------- | -------------------------------------- |
| Positie:                               | 54                                     | 29                                     | 12                                     | 11                                     | 7                                      | 4                                      | 6                                      | 4                                      | 3                                      | 6                                      | 8                                      | 8                                      | 6                                      | 5                                      | 8                                      | 9                                      | 8                                      | 12                                     | 20                                     | 26                                     | 28                                     | 27                                     | 38                                     | 33                                     | 24                                     | 38                                     | 46                                     | 67                                     | 61                                     | 55                                     | 75                                     | uit                                    |

### VlaamseUltratop 50
| Hitnotering: 27-03-2010 t/m 14-08-2010 | Hitnotering: 27-03-2010 t/m 14-08-2010 | Hitnotering: 27-03-2010 t/m 14-08-2010 | Hitnotering: 27-03-2010 t/m 14-08-2010 | Hitnotering: 27-03-2010 t/m 14-08-2010 | Hitnotering: 27-03-2010 t/m 14-08-2010 | Hitnotering: 27-03-2010 t/m 14-08-2010 | Hitnotering: 27-03-2010 t/m 14-08-2010 | Hitnotering: 27-03-2010 t/m 14-08-2010 | Hitnotering: 27-03-2010 t/m 14-08-2010 | Hitnotering: 27-03-2010 t/m 14-08-2010 | Hitnotering: 27-03-2010 t/m 14-08-2010 | Hitnotering: 27-03-2010 t/m 14-08-2010 | Hitnotering: 27-03-2010 t/m 14-08-2010 | Hitnotering: 27-03-2010 t/m 14-08-2010 | Hitnotering: 27-03-2010 t/m 14-08-2010 | Hitnotering: 27-03-2010 t/m 14-08-2010 | Hitnotering: 27-03-2010 t/m 14-08-2010 | Hitnotering: 27-03-2010 t/m 14-08-2010 | Hitnotering: 27-03-2010 t/m 14-08-2010 | Hitnotering: 27-03-2010 t/m 14-08-2010 | Hitnotering: 27-03-2010 t/m 14-08-2010 | Hitnotering: 27-03-2010 t/m 14-08-2010 |
| Week:                                  | 1                                      | 2                                      | 3                                      | 4                                      | 5                                      | 6                                      | 7                                      | 8                                      | 9                                      | 10                                     | 11                                     | 12                                     | 13                                     | 14                                     | 15                                     | 16                                     | 17                                     | 18                                     | 19                                     | 20                                     | 21                                     |                                        |
| -------------------------------------- | -------------------------------------- | -------------------------------------- | -------------------------------------- | -------------------------------------- | -------------------------------------- | -------------------------------------- | -------------------------------------- | -------------------------------------- | -------------------------------------- | -------------------------------------- | -------------------------------------- | -------------------------------------- | -------------------------------------- | -------------------------------------- | -------------------------------------- | -------------------------------------- | -------------------------------------- | -------------------------------------- | -------------------------------------- | -------------------------------------- | -------------------------------------- | -------------------------------------- |
| Positie:                               | 25                                     | 17                                     | 7                                      | 3                                      | 5                                      | 4                                      | 4                                      | 3                                      | 5                                      | 7                                      | 5                                      | 6                                      | 9                                      | 13                                     | 22                                     | 21                                     | 30                                     | 32                                     | 33                                     | 27                                     | 44                                     | uit                                    |

### NPO Radio 2 Top 2000
| Nummer met noteringen in de NPO Radio 2 Top 2000 | '10 | '11  | '12  | '13  | '14  |
| ------------------------------------------------ | --- | ---- | ---- | ---- | ---- |
| Hey, Soul Sister                                 | 685 | 1193 | 1078 | 1544 | 1941 |

1. ↑  Een vetgedrukt getal geeft de hoogste notering aan.
2. ↑  2010 was het eerste jaar met een notering voor dit nummer.
3. ↑  Deze tabel is bijgewerkt tot en met de laatste editie (2024).